# Frederik Adama van Scheltema (1846-1899)
Frederik Adama van Scheltema (Hoorn, 28 januari 1846 – Amsterdam, 16 december 1899) was vanaf 1876 vennoot in veilinghuis van Frederik Muller in Amsterdam.
Adama van Scheltema had een aangeboren zakelijk talent. Op 24-jarige leeftijd vond hij werk bij Frederik Muller, waar hij al snel gewaardeerd werd als een bibliograaf en kunstkenner. In 1876 werd hij firmant in de zaak, die verder ging onder de naam Frederik Muller & Co. en geleidelijk aan flink uitbreidde. Scheltema was vooral geïnteresseerd in mooie incunabelen en zeldzame 'Americana' Daarnaast toonde hij een buitengewone kennis van oude Nederlandse prenten, schilderijen en antiquiteiten. Zijn liefde voor kunstvoorwerpen was in heel Europa bekend en met zijn zorgvuldig opgestelde catalogi reisde hij regelmatig naar de belangrijkste Europese steden. Nadat Frederik Muller in 1881 overleed was hij de enige firmant in het bedrijf. In 1885 nam hij Anton Mensing, een jonge boekbinder, in dienst als assistent. In 1892 werd Mensing een partner in de firma.
Scheltema was ook gerespecteerd in de boekhandel; hij was 3 jaar lid van het bestuur van de Vereeniging ter bevordering van de belangen des Boekhandels en 6 jaar commissaris van het Bestelhuis van de Nederlandse Boekhandel, voorloper van het Centraal Boekhuis. Bovendien was hij in 1885 lid van de commissie voor de Wereldtentoonstelling in Antwerpen en in 1892 voorzitter van de Internationale tentoonstelling voor de boekhandel in het Paleis voor Volksvlijt in Amsterdam. Deze laatste tentoonstelling had hij bijna helemaal zelf op touw gezet en gerealiseerd.
Scheltema was ook in andere functies actief. Hij was bijvoorbeeld lid en later voorzitter van de schoolcommissie in Amsterdam en hij was een huisbezoeker van de vereniging 'Liefdadigheid naar vermogen'. 

## Persoonlijk
Adama van Scheltema was een telg uit het geslacht Scheltema en een zoon van de predikant Carel Steven Adama van Scheltema en de vader van dichter C.S. Adama van Scheltema.
- Biografisch Portaal: 95688268
- Digitale Bibliotheek voor de Nederlandse Letteren: adam006
- International Standard Name Identifier: 0000 0003 8924 2788
- Nederlandse Thesaurus van Auteursnamen: 06928167X
- RKD-Nederlands Instituut voor Kunstgeschiedenis: 440673
- Virtual International Authority File: 282619589
- WorldCat: E39PBJqfBPC76F79cFgj4V63Qq